# 东突厥斯坦解放组织
东突厥斯坦解放组织（[] 错误：{{Langx}}：拉丁字母轉寫（帮助），維吾爾語：شارقىي تۇركەستان ئازاتلىق تەشكىلاتى, Шәрқий Түркестан Азатлиқ Тешкилати‎，拉丁维文：Sharqiy Turkestan Azatliq Teshkilati; SHAT，英文缩写ETLO），简称“东突解放组织”，又称“东突民族党”，1996年由买买提明·艾孜来提在土耳其伊斯坦布尔建立。

## 历史
1996年，“东突解放组织”在土耳其成立，总部设在土耳其伊斯坦布尔。创建人是买买提明·艾孜来提，主要负责人包括吾买尔·卡那提、多里坤·艾沙、吾布力·卡斯木等人。
在新疆维吾尔自治区成立50周年前夕，2005年9月29日，该组织透过总部在德国慕尼黑的“东突信息中心”宣称，将开始动用一切手段针对中国政府发动武装战争。这是该组织第一次公开宣布采取武装斗争的形式争取东突独立。

## 武裝活动
东突解放组织以南亚、西亚的部分国家作为培训基地，以中亚为暴力恐怖活动的前沿阵地，在中国、中亚地区的吉尔吉斯、哈萨克斯坦等地开展了系列暴力恐怖活动。
1997年，“东突解放组织”派人参加车臣战争，车臣方面向该组织提供武器弹药及军事教官。
在塔利班支持下，“东突解放组织”将多批新疆维吾尔族青年送到阿富汗的训练营地接受伊斯兰教极端思想和武装训练。1998年，本·拉登资助“东伊运”和“东突解放组织”数百万美元，支持他们开展宗教极端活动和暴力恐怖活动。阿富汗塔利班执政期间，“东突解放组织”在马扎里沙里夫、霍斯特专门设有训练营地。
1999年，“乌兹别克斯坦伊斯兰运动”武装进攻吉尔吉斯南部期间，买买提明·艾孜来提向“乌兹别克斯坦伊斯兰运动”资助60万美元，其中的20万美元用于培训参与此次军事行动的东突恐怖分子。
该组织实施的暴力恐怖活动主要有：
- 1998年：喀什系列投毒案
- 1998年4月：霍尔果斯口岸偷运武器弹药案
- 1998年5月：乌鲁木齐“5·23”系列纵火案
- 1998年5、6月：吉尔吉斯奥什州爆炸案
- 1998年6月：东突解放组织哈萨克斯坦碎尸案
- 2000年3月：尼合买提·波萨科夫遇刺案
- 2000年5月：比什凯克纵火绑架杀人案
- 2000年5月：阿拉木图世界银行抢劫案
- 2002年6月：中国驻吉尔吉斯斯坦外交官王建平遇刺案

## 打击
2003年12月15日，中华人民共和国公安部在北京召开新闻发布会，公布第一批“东突”恐怖组织和恐怖分子名单名单，其中恐怖组织有东突厥斯坦伊斯兰运动、东突厥斯坦解放组织、世界维吾尔青年代表大会、东突厥斯坦信息中心。
9.11恐怖袭击一年后，“东突伊斯兰运动”被联合国安理会认定与本.拉登的基地组织有联系，并被列入国际恐怖组织和个人黑名单。
2006年，该组织被哈萨克斯坦认定为恐怖组织。此外，吉尔吉斯斯坦也认定该组织为恐怖组织。
2016年，英国将“东突”列入恐怖组织名单